# Finnische Fußballmeisterschaft 1915
Die finnische Fußballmeisterschaft 1915 war, nach einjähriger Pause wegen des Ersten Weltkriegs, die siebte Saison der höchsten finnischen Spielklasse im Herrenfußball.
Titelverteidiger Kronohagens IF gewann die Meisterschaft.

## Endrunde

### Halbfinale
|                | Ergebnis |                 |
| -------------- | -------- | --------------- |
| Kronohagens IF | 5:3      | Helsingfors IFK |
| Åbo IFK        | 7:5      | AIK Turku       |

### Finale
|                | Ergebnis |         |
| -------------- | -------- | ------- |
| Kronohagens IF | 1:0      | Åbo IFK |